# Château de Boisgibault
Pour les articles homonymes, voir Boisgibault.
 (avril 2013).
Le château de Boisgibault est un château français situé à une dizaine de kilomètres au sud d'Orléans, à Ardon, dans le département du Loiret et la région Centre-Val de Loire.

## Historique
Le nom de Boisgibault apparaît dans la région naturelle de la Sologne en 1510 dans un quartier de bois. Jean Maubert, bourgeois protestant d'Orléans, en est le premier propriétaire connu. En 1564, y existait un manoir formé d'un corps central comprenant un rez-de-chaussée, flanqué de deux petites tours dont les poivrières ne dépassaient pas la toiture principale. Boisgibault, assez modeste dans ses débuts, se gonflera peu à peu jusqu'à englober près de 3 000 hectares au XVIIIe siècle, puis ira en se réduisant jusqu'à son état actuel, à peu près semblable à celui de son origine. Reconstruit vers le milieu du XVIIe siècle, le manoir (on réservait alors l'appellation de « château » aux forteresses) existait dans son aspect actuel, avec la même distribution intérieure. Le dernier des Maubert de Boisgibault se retira à Paris. Son père, conseiller au présidial d'Orléans, avait fait de mauvaises affaires. À la requête des créanciers, Boisgibault fut saisi et vendu aux enchères, le 13 septembre 1680.
La demeure changea plusieurs fois de propriétaire et fut rachetée le 11 mai 1712 par Joseph Charpentier, seigneur de Brandelong et Méliers. Il en fit la donation à son frère Jacques Charpentier de Mondonville, receveur des tailles à Orléans et doté d'une grande fortune. Il conduira cette terre à son plus grand développement. Lui succéda, son fils, Jacques Charpentier de Boisgibault (1721-1794), conseiller du roi Louis XV en ses conseils et président de la Cour des aides de Paris avec Malesherbes. Les Charpentier ont ajouté les deux ailes et les communs de la basse-cour. Ils ont rénové les salons et aménagé la chapelle.
Boisgibault a été acheté par Marie Jean Maurice Goujon, marquis de Gasville (1790-1865), en 1829. C'était un grand seigneur normand, sans enfant, ancien préfet, pair de France, conseiller d'État, chevalier de la Légion d'honneur et de l'ordre de Saint-Grégoire le Grand. La propriété était organisée en vue de la chasse et les réceptions étaient réputées dans tout le pays.
La famille Boisgibault n'a jamais habité dans cette propriété qui appartient aujourd'hui à la famille de Mathan.

## Architecture
Le château de Boisgibault présente un bel exemple de demeure de Sologne construite pour la chasse. Au logis primitif flanqué de deux tourelles coiffées de poivrières ont été ajoutées accolées aux deux pavillons deux ailes de dépendances en retour d'équerre au XVIIIe siècle, époque où une chapelle a été aménagée dans le logis.

## Classement
La grille en fer forgé de la cour d'honneur, les façades et toitures du corps de logis et des ailes du château, les décors intérieurs au rez-de-chaussée du corps de logis (escalier, salle à manger, vestibule et salons) du château de Boisgibault ont été inscrits à l'inventaire des Monuments historiques.